# Epirinus aeneus
Epirinus aeneus là một loài bọ cánh cứng trong họ Bọ hung (Scarabaeidae).